# 张近堂
张近堂（?—?），清朝前期反清领袖，东明人（今山东东明，当时属于直隶省）。顺治五年（1648年）八月，山东农民起事领袖李化鲸率众数十万，围攻东明县城，张近堂响应，共同抗清。用天正年号。清廷调动直隶、山东、河南三省官兵镇压，激战三月，东明起义军被清军残酷镇压。